# Alex Feder
Alex Feder (* 20. listopadu 1983) je americký hudebník, skladatel a producent vystupující pod pseudonymem Leonard Friend. Jeho hudba je popisována jako směs LCD Soundsystem a Justina Timberlakea. Od roku 2024 koncertuje se skupinou Linkin Park.

## Kariéra
Po zániku své předchozí skupiny The XYZ Affair se Feder přestěhoval z Brooklynu do Los Angeles a začal vystupovat pod pseudonymem Leonard Friend.
Jeho první vydané album bylo EP Lynyrd Frynd.
V roce 2013 vydal remix písně Justina Timberlakea „Suit & Tie“.
V roce 2024 se stal kytaristou během turné americké rockové skupiny Linkin Park, kde nahradil zakládajícího člena Brada Delsona, který se rozhodl nekoncertovat a místo toho se věnovat zákulisí a nahrávání hudby ve studiu. Jeho první vystoupení se skupinou proběhlo 5. září 2024.

## Diskografie

#### Leonard Friend/Alex Feder
- Lynyrd Frynd EP (2013)
- LXLF EP (2013)
- +1 - EP (2015)

#### XYZ affair
- Good To Know (But Hard To Tell) - EP (2003)
- A Few More Published Studies - (2006)
- Trials - Digi EP (2008)